# 燕樂

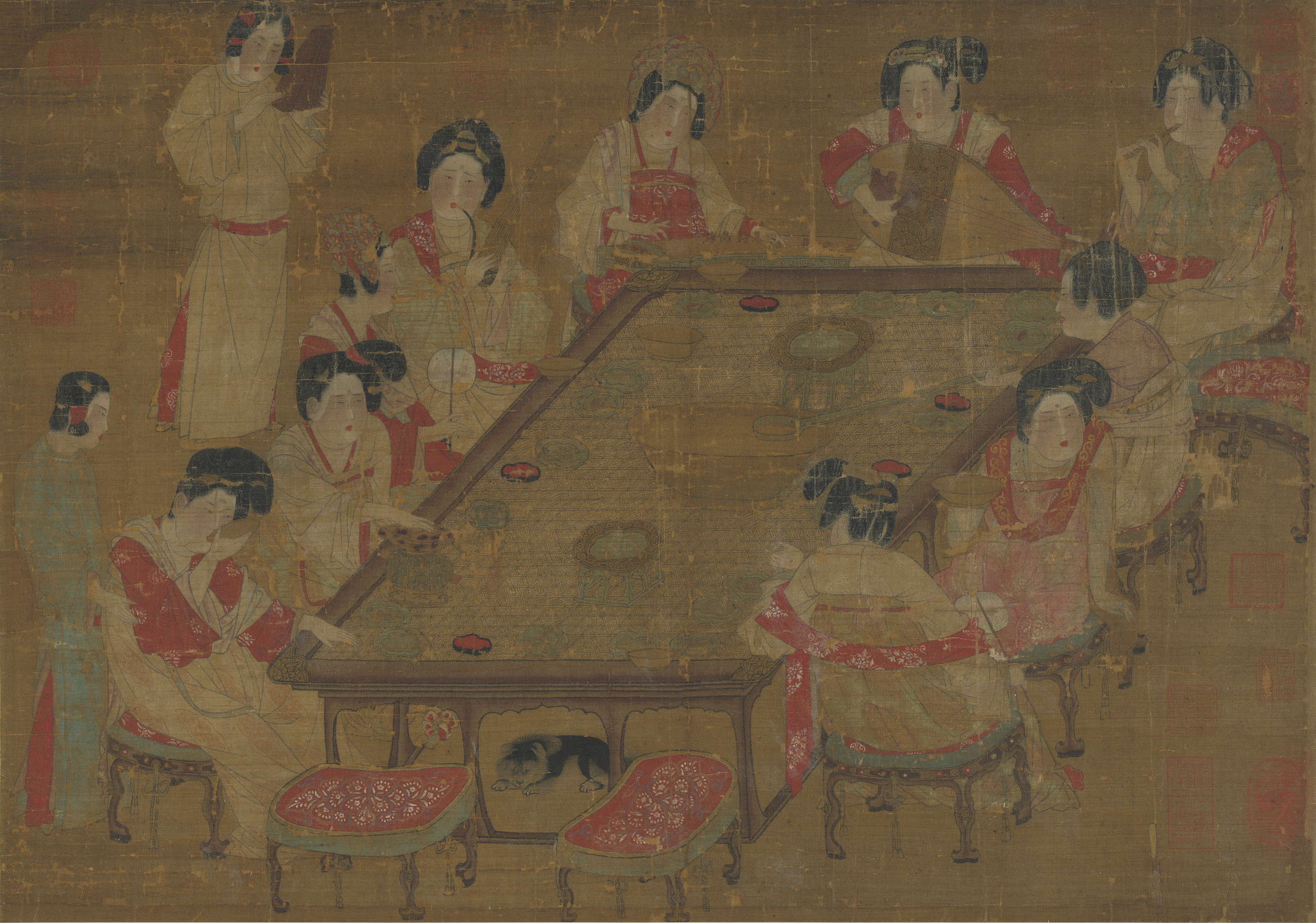
宮樂圖

燕樂又稱為宴樂或讌樂，是指在東亞宮廷宴會所用的音樂，與禮儀用音樂雅樂相對。燕乐包括声乐、器乐、舞蹈、百戏等。
隋朝统一以後，邊疆各民族和中原的音調融匯，宫廷燕樂中均以法曲為主，后制定了《七部樂》：一、《清商伎》；二、《国伎》；三、《龟兹伎》；四、《安国伎》；五、《天竺伎》；六、《高丽伎》；七、《文康伎》。隋大业中（公元605－618年间），增《疏勒伎》和《康国伎》，同时将《文康伎》改为《礼毕》，改《国伎》为《西凉伎》，遂成《九部乐》。
唐初宫廷乐舞继承隋制，《九部乐》基本保持原貌。公元618年时，已将歌颂唐朝兴盛的《燕乐》列为首部，去《天竺》，增加《扶南》，贞观十六年（642年）唐太宗宴群臣，加奏《高昌伎》，始成《十部乐》。
除其中两部乐舞，即《燕乐》、《清商》属中原汉族风格，其余八部均以地名、国名为乐部名称，是各具特色的民族民间乐舞。舞者服饰均为美化的民族服装。经过宫廷的整理，有一定的演出制度与规范，所有乐曲及乐工人数、服饰，所用乐器及采用何种歌曲、舞曲、解曲等， 均有所规定。
到了唐玄宗（公元712-756年）的时候，又根据表演方式，分为《立部伎》和《坐部伎》。《立部伎》是在室外表演的，《坐部伎》是在室内表演的。其曲目大都是公元六至八世纪时大曲的新作。属于《立部伎》的有 《安乐》、 《太平乐》、 《破阵乐》、《庆善乐》、《大定乐》、《上元乐》、《圣寿乐》、《光圣乐》等八曲；属于《坐部伎》的有 《乐》（含《景云乐》、《庆善乐》、《破阵乐》、《承天乐》）、 《长寿乐》、 《天授乐》、 《鸟歌万岁乐》、《龙池乐》、《小破阵乐》等六曲。所用的伴奏乐器多是龟兹和西凉等少数民族的乐器。
除法曲、教防授曲以外，还有一些与宗教文学，如《步虚曲》、《望仙门》、《瑶池宴》、《凤凰台上忆吹箫》、《华胥引》、《金人捧露盘》、《鹊桥仙》等。唐高宗以後，燕樂之名益廣，盛唐時设有专门的乐舞机构，如太常寺、梨园、教坊等，谢阿蛮、李可及都是專業的樂工。

### 引用
1. 1 2 3 4  杨荫浏. . . 人民音乐出版社. 1982-2: 第213頁－第220頁. ISBN 978-7-1030-0511-8.
2. ↑  .   [2013-12-27]. （原始内容存档于2020-04-18）.

### 书籍
- . 人民音乐出版社. 1982年2月. ISBN 978-7-1030-0511-8.